# Heinz Fritz

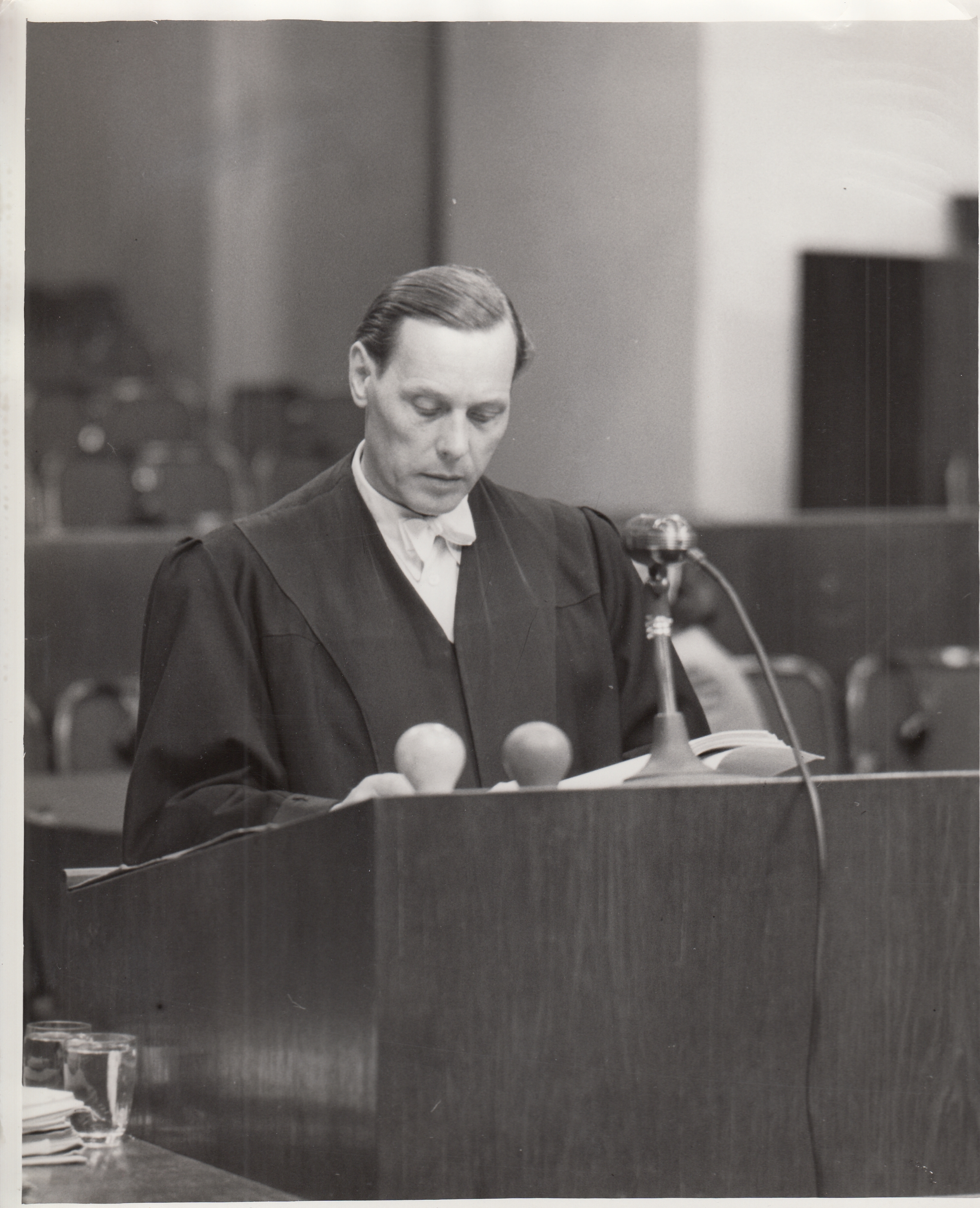
Heinz Fritz als Verteidiger von Gerhard Rose bei der Eröffnung der Verhandlung in einem Nürnberger Gerichtssaal während des Ärzteprozesses am 9. Dezember 1946.

Heinz Fritz (* 18. Oktober 1909; † 1969) war ein deutscher Jurist. Er wurde vor allem bekannt als Verteidiger des Propagandafunktionärs Hans Fritzsche während des Nürnberger Prozesses gegen die Hauptkriegsverbrecher von 1945/1946.

## Leben und Tätigkeit
Nach dem Schulbesuch studierte Fritz Rechtswissenschaften. Er wurde zum Dr. jur. promoviert.
Während der NS-Zeit war Fritz Oberstaatsanwalt beim Sondergericht Frankfurt am Main und danach von 1941 bis 1945 Generalstaatsanwalt beim Sondergericht Posen im deutschbesetzten Polen. Einem Bericht von 1966 zufolge verbrachte er die Kriegsjahre damit auf Basis der Polenstrafrechtsverordnung durch „eifrige Beschickung des Schafotts mit verurteilten Polen“ seine Staatstreue zu demonstrieren.
Im Herbst 1945 wählten die vier Siegermächte des Zweiten Weltkriegs den ehemaligen Propagandafunktionär im Reichsministerium für Volksaufklärung und Propaganda Hans Fritzsche als einen von 21 führenden Männern der NS-Diktatur aus, die sie im ersten der sogenannten Nürnberger Prozesse, dem sogenannten „Prozess gegen die Hauptkriegsverbrecher“, vor dem von ihnen geschaffenen Internationalen Militärtribunal in Nürnberg anklagten. Sein Vertreter war Alfred Schilf. Bei den Nürnberger Prozessen handelte er sich um eine Reihe von Prozessen, in denen die alliierten Mächte Angehörige der deutschen Staats- und Militärführung sowie Angehörige von Organisationen der NSDAP, die sie verdächtigten, sich während des Zweiten Weltkriegs verwerflicher Handlungen schuldig gemacht zu haben, zur Klärung dieser Verdächtigungen Prozessen vor einem zu diesem Zweck eingerichteten internationalen Gericht unterwarfen, eben dem genannten Internationalen Militärtribunal. Fritzsche wurde im ersten dieser Prozesse angeklagt, sich durch seine Tätigkeit als Propagandahetzer des durch das Londoner Statut geschaffenen Straftatbestands der crimes against humanity (Verbrechen gegen die Menschheit, irrtümlich – aber gängig – auch als Verbrechen gegen die Menschlichkeit eingedeutscht) schuldig gemacht zu haben.
Nachdem Fritzsche durch das Gericht Gelegenheit gegeben wurde, sich während des folgenden Prozesses durch einen deutschen Anwalt vertreten zu lassen, wählte er Fritz als seinen Rechtsbeistand aus. Im folgenden Prozess gegen die 21 Hauptkriegsverbrecher dauerte vom Oktober 1945 bis September 1946. Am Prozessende kam das Gericht zu dem Ergebnis, dass Fritzsche sich im Sinne der Rechtsgrundlage des Verfahrens nicht schuldig gemacht habe, und sprach ihn frei. Er wurde daraufhin auf freien Fuß gesetzt, allerdings sogleich von deutschen Behörden einem Spruchkammerverfahren unterworfen.
Im weiteren Verlauf der 1940er Jahre nahm Fritz noch an einem weiteren Nürnberger Prozess, dem sogenannten Ärzteprozess teil. In diesem verteidigte er den Angeklagten Gerhard Rose.
1957 wurde Fritz Oberstaatsanwalt beim Oberlandesgericht Frankfurt am Main. Als Vertreter des Landes Hessen war er an der Ausarbeitung des neuen westdeutschen Strafgesetzbuches beteiligt. In Schriften und Presseveröffentlichungen, die in den 1960er und 1970er Jahren in der DDR entstanden, wurde er mit Blick auf seine Tätigkeit während des Zweiten Weltkriegs mit Attributen wie „Blutstaatsanwalt“ beschrieben.

## Schriften
- "Das Strafrecht und die Entscheidung zwischen Gut und Böse", in: Frankfurter Allgemeine Zeitung vom 12. März 1959.